# کلم
کَلَم یا کلم‌پیچ (نام علمی: Brassica oleracea) نام یک گونه از سرده کلم‌ها است. کلم به علت داشتن مواد ضد اکسیدان در دفع سموم بدن نقش مهمی دارد و حاوی مقداری کلسیم مقوی است. 
کلم پیچ، منبع غنی ویتامین ث، گلوتامین و اسیدهای آمینه است.

## پیشینه
کلم‌پیچ مهم‌ترین عضو خانواده خردل (شب‌بویان) است. مسلم گردیده که رقم‌های امروز کلم پیچ از کلم پیچ وحشی که درطول سواحل گچی انگلستان و سواحل غربی و جنوبی اروپا رشد می‌کرده منشأ گرفته‌است. کلم به عنوان یک محصول غذائی از اولین دوره‌های باستانی مصرف می‌شده‌است. یونانیان قدیم به آن اعتبار بالائی داده و در افسانه‌های آنها ادعا می‌شود که مبدأ آن از پدر خدایان آنهاست گفته می‌شود که مصریان کلم پیچ را می‌پرستیدند.

## کلم زینتی
کلم زینتی از مدیترانه تا نواحی معتدل آسیا پراکنده‌است. ارقام مختلف کلم زینتی به عنوان گیاه یکساله به خاطر مجموعه برگ‌های رنگارنگ آن به کار می‌روند. برگه‌های آن در فرم‌های گرد تا تخم مرغی، ساده، چین دار یا تقسیم شده در رنگ‌های سفید، قرمز ارغوانی و صورتی و ترکیب آنها وجود دارند. تنوع زیادی از نظر فرم، رنگ و ارتفاع در این گیاه مشاهده می‌شود کلم زینتی به سرما مقاوم است و از معدود گیاهان قابل استفاده در تزیین باغچه‌ها در فصل زمستان است. کلم زینتی تنش آبی را تحمل نمی‌کند.